# Pratt & Whitney JT8D
Pratt & Whitney JT8D — це малобайпасний (0,96 до 1) турбовентиляторний двигун, представлений Pratt & Whitney у лютому 1963 року під час першого польоту Boeing 727. Це була модифікація турбореактивного двигуна Pratt & Whitney J52, який оснащував штурмовики ВМС США A-6 Intruder і A-4 Skyhawk. Вісім моделей складають стандартне сімейство двигунів JT8D, що охоплює діапазон тяги від 12 250 до 17 400 фунтів сили і потужністю (62-77 кН) 727, 737-100/200, DC-9. Оновлене сімейство JT8D-200, що охоплює від 18 900 до 21 000 фунтів сили і потужністю (від 84 до 93 кН), приводить в дію літак MD-80 і оновлений двигун для Boeing 727. Volvo RM8  був виготовлений за ліцензією у Швеції для винищувача Saab 37 Viggen. Pratt & Whitney також продає статичні версії для силової установки та суднової тяги тауі як FT8.

## Дизайн

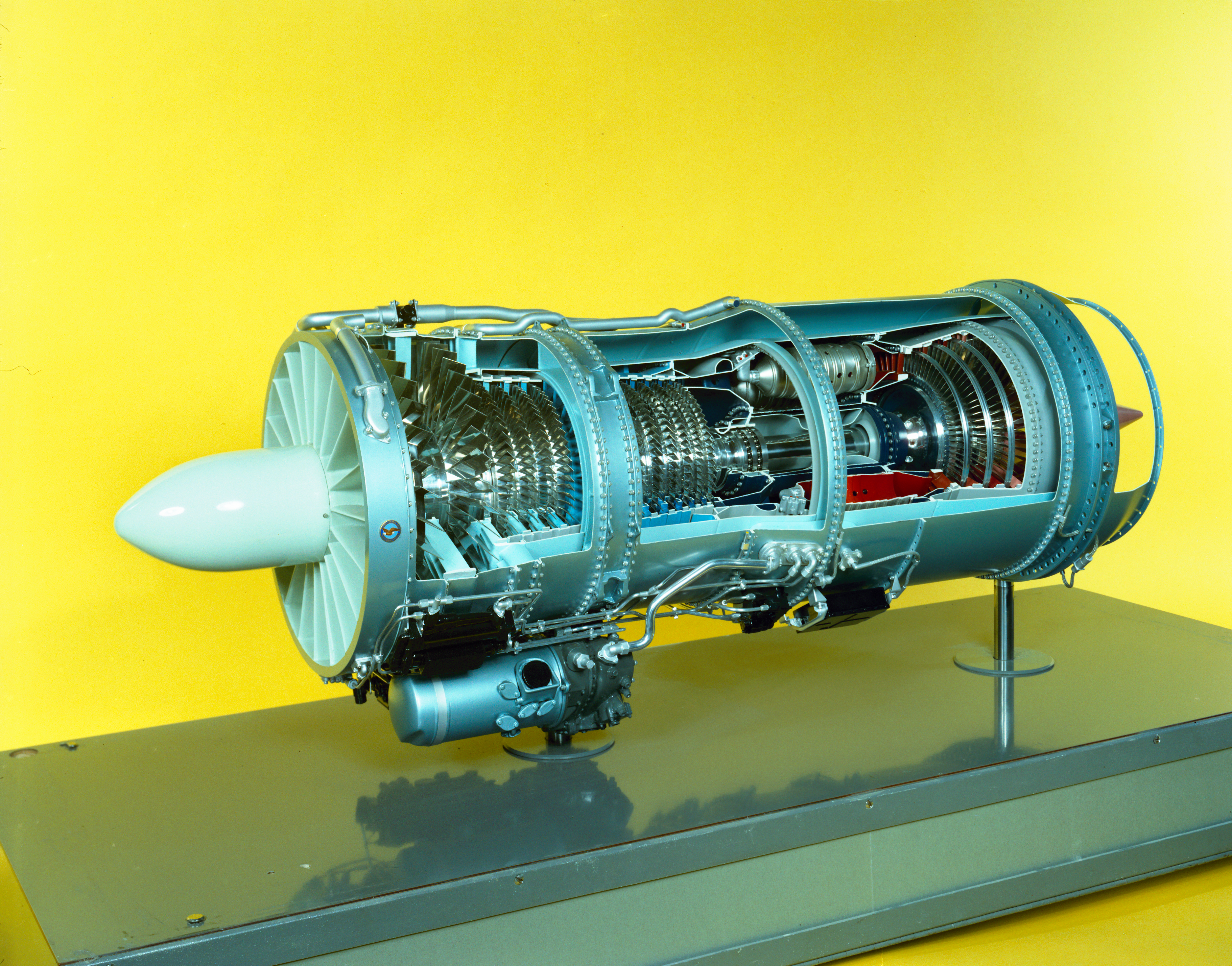
Розріз із зображенням конфігурації: подвійний вентилятор, ступені осьового компресора, канулярні камери згоряння та 4-ступенева турбіна

JT8D — це передній турбовентиляторний двигун з осьовим потоком, який має двозолотникову конструкцію. Є дві коаксіально встановлені незалежні обертові вузли: один обертовий вузол для компресора низького тиску, який складається з перших шести ступенів (тобто шести пар обертових і статорних лопатей, включаючи перші два ступені, які призначені для двоконтурного турбовентилятора), що приводиться в рух другою (за потоком) турбіною (яка складається з трьох ступенів); і другий обертовий вузол для секції компресора високого тиску, який має сім ступенів. Компресор високого тиску приводиться в рух першою (передньою) турбіною, яка має один ступінь.

Двоконтурний вентилятор, встановлений спереду, має два ступені. Кільцевий нагнітальний канал для перепускного вентилятора проходить по всій довжині двигуна, так що як повітря вентилятора, так і вихлопні гази можуть виходити через те саме сопло. Таке розташування дозволяє деяке послаблення шуму, оскільки все ще гарячий вихлоп турбіни, що швидко рухається, огортається набагато прохолоднішим і повільнішим повітрям (від байпасного вентилятора) перед взаємодією з навколишнім повітрям. Таким чином, рівень шуму JT8D був значно знижений порівняно з попередніми нетурбовентиляторними двигунами, хоча низький коефіцієнт двоконтурності означав, що, порівняно з пізніше розробленими турбовентиляторами, все ще вироблявся високий рівень шуму.

Подробиці
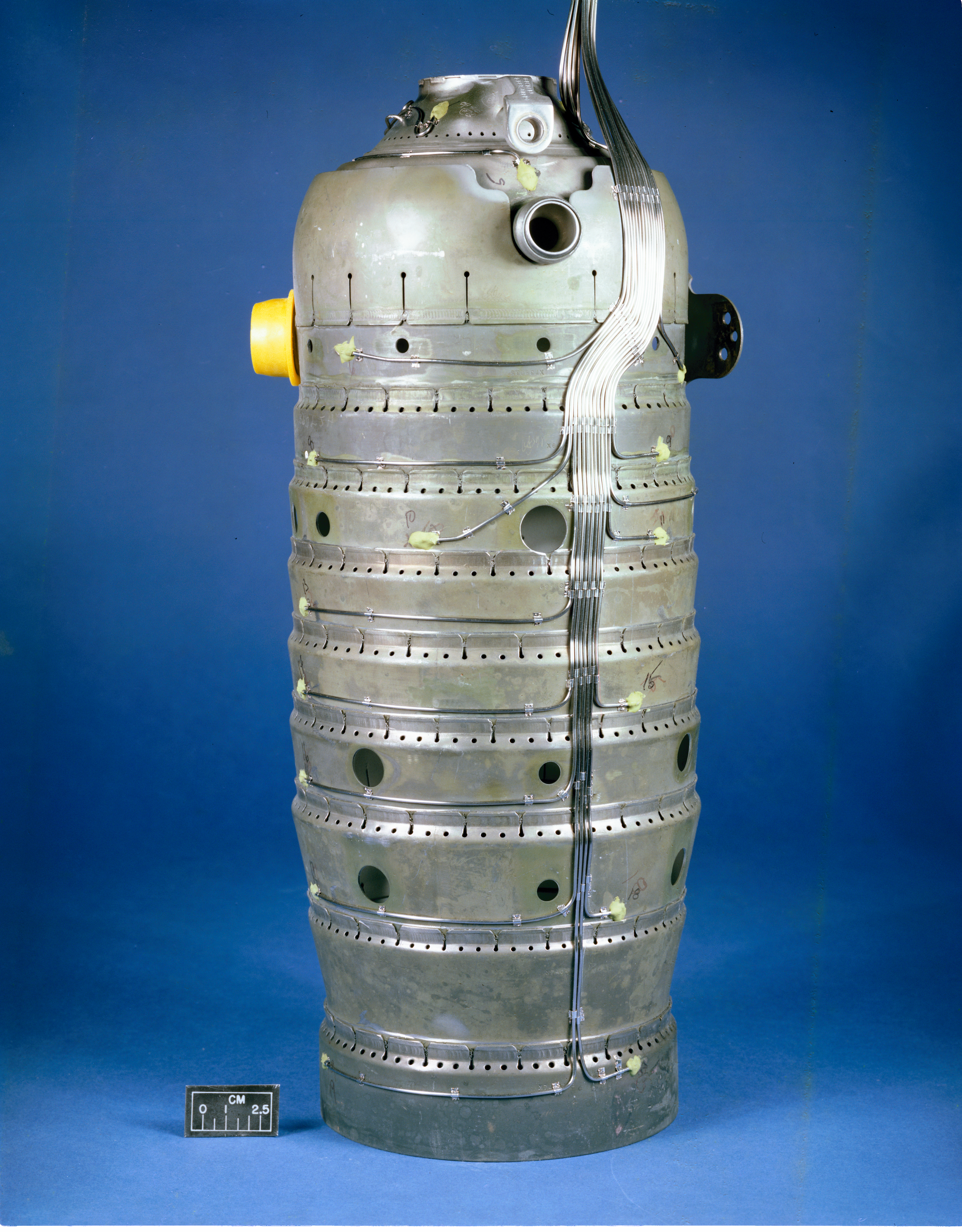
Канулярна камера згоряння
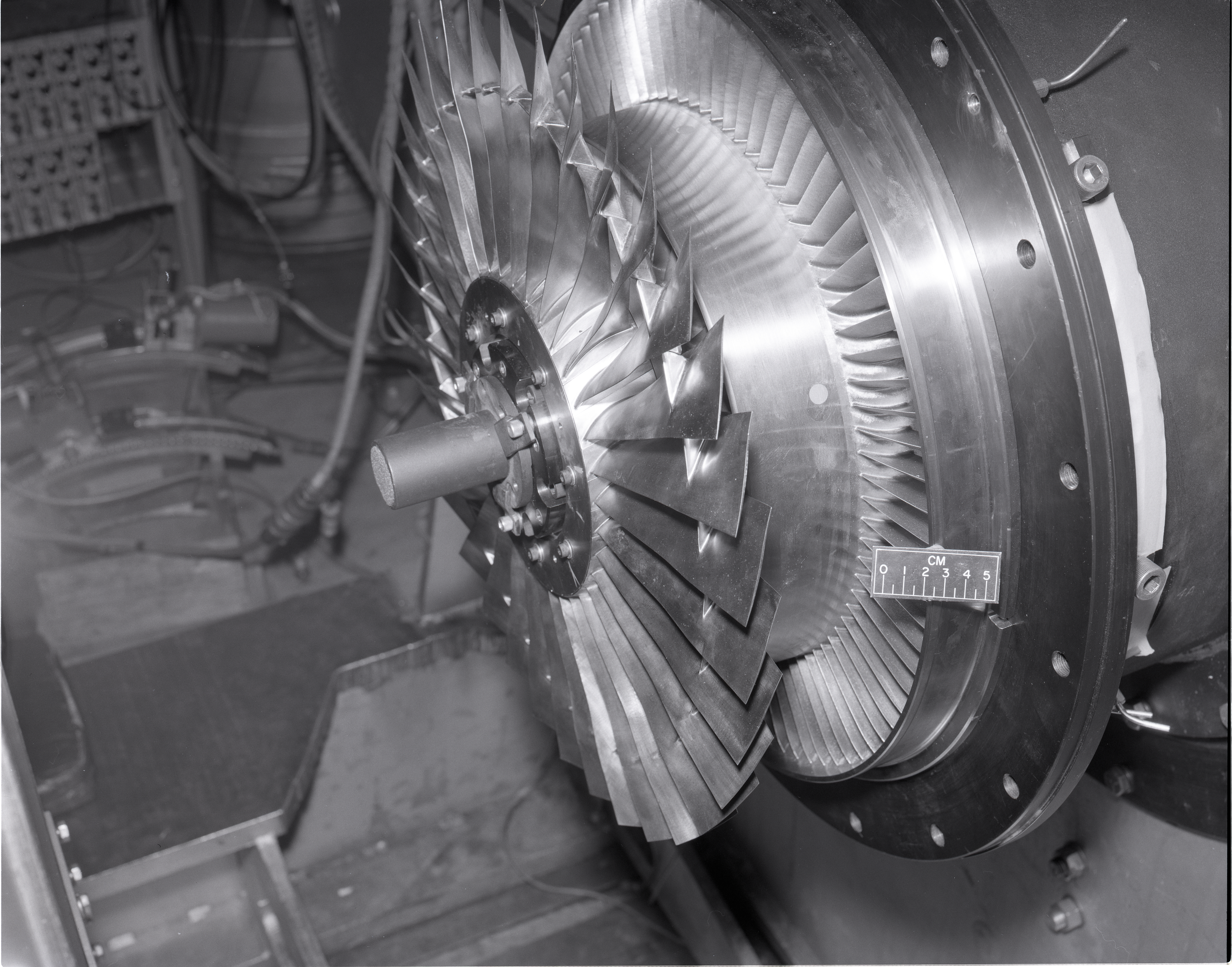
510 мм., діаметр ротора та байпасного статора
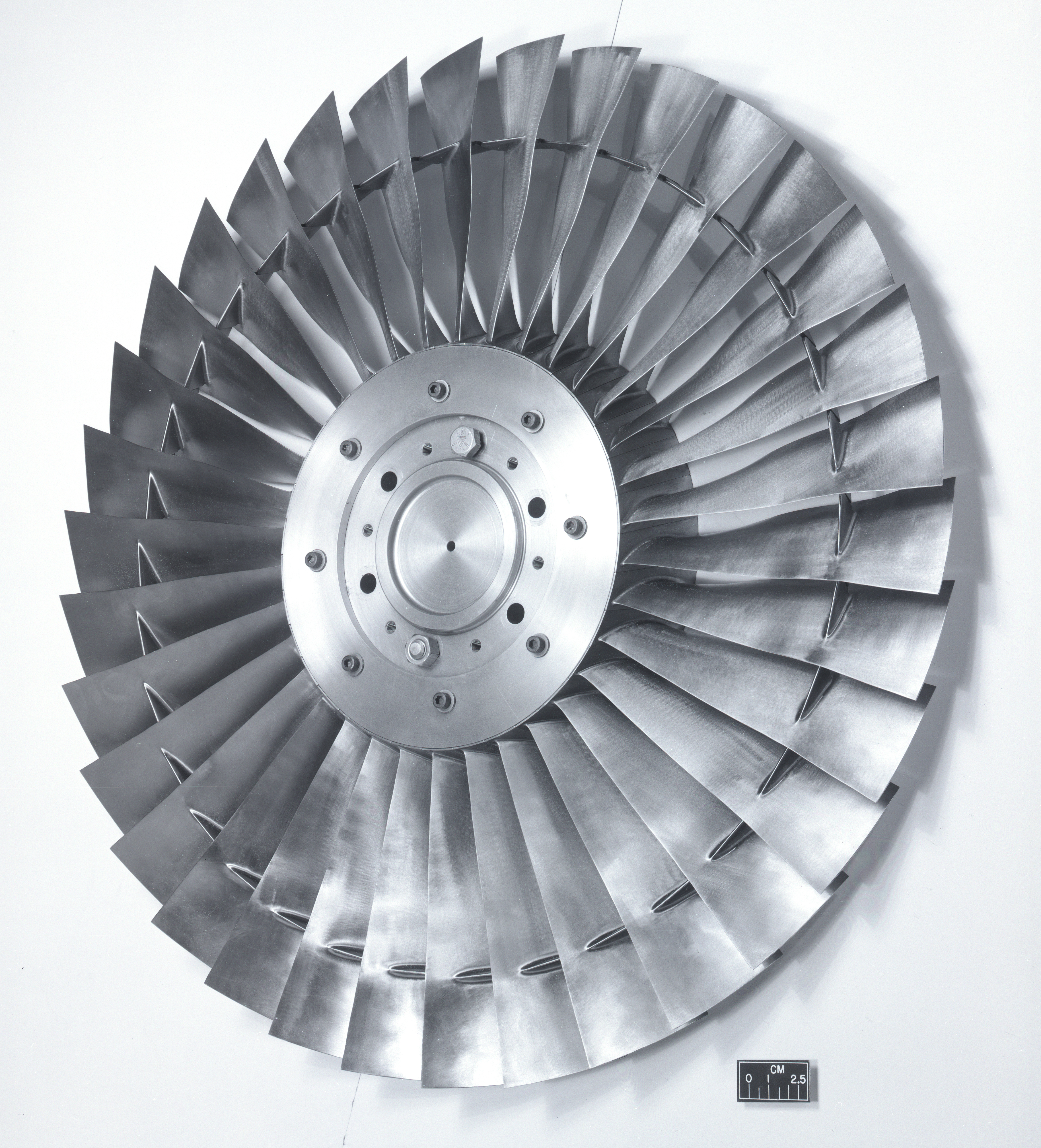
Вентилятор компресора
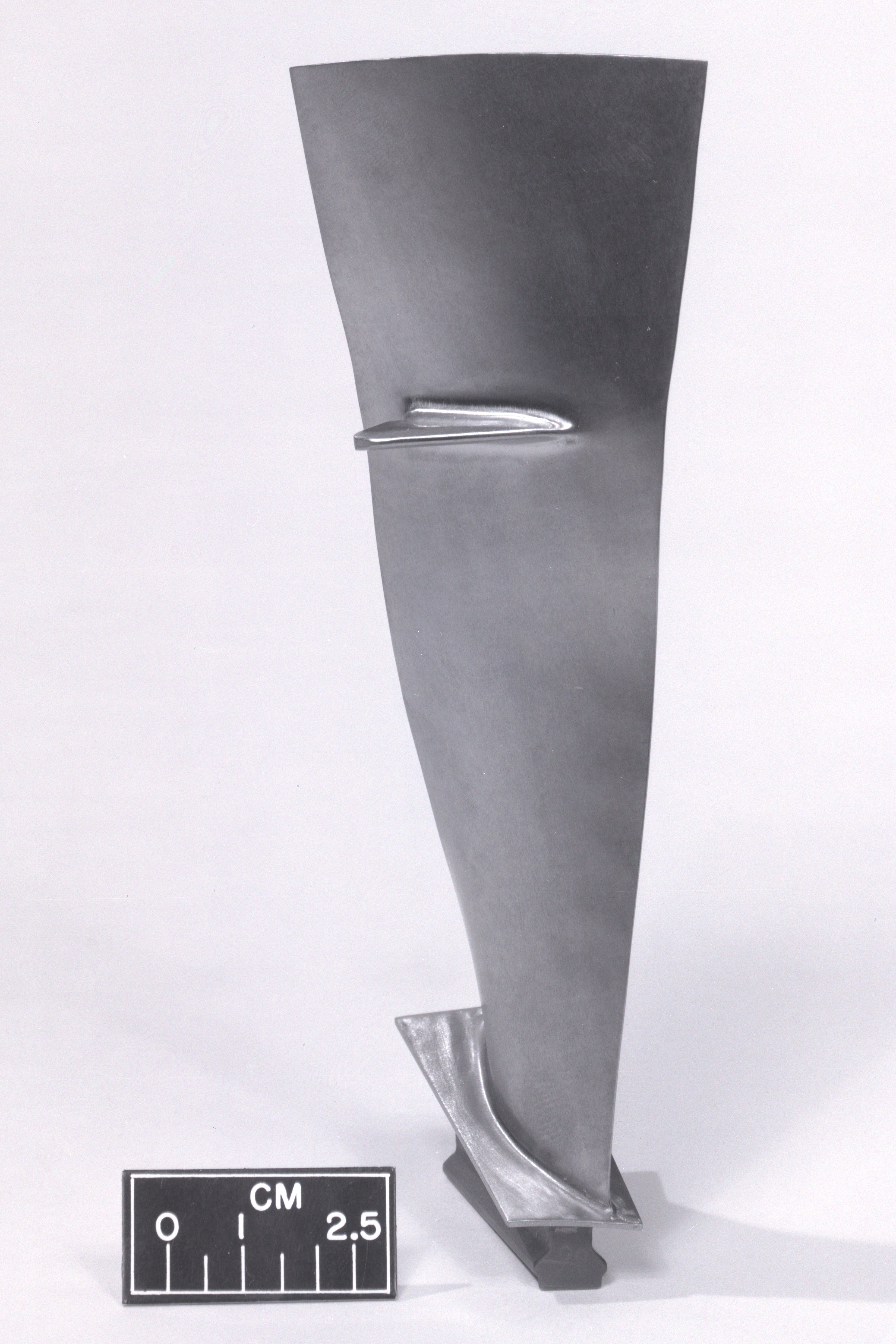
Лопатка вентилятора

### Оновлення програм

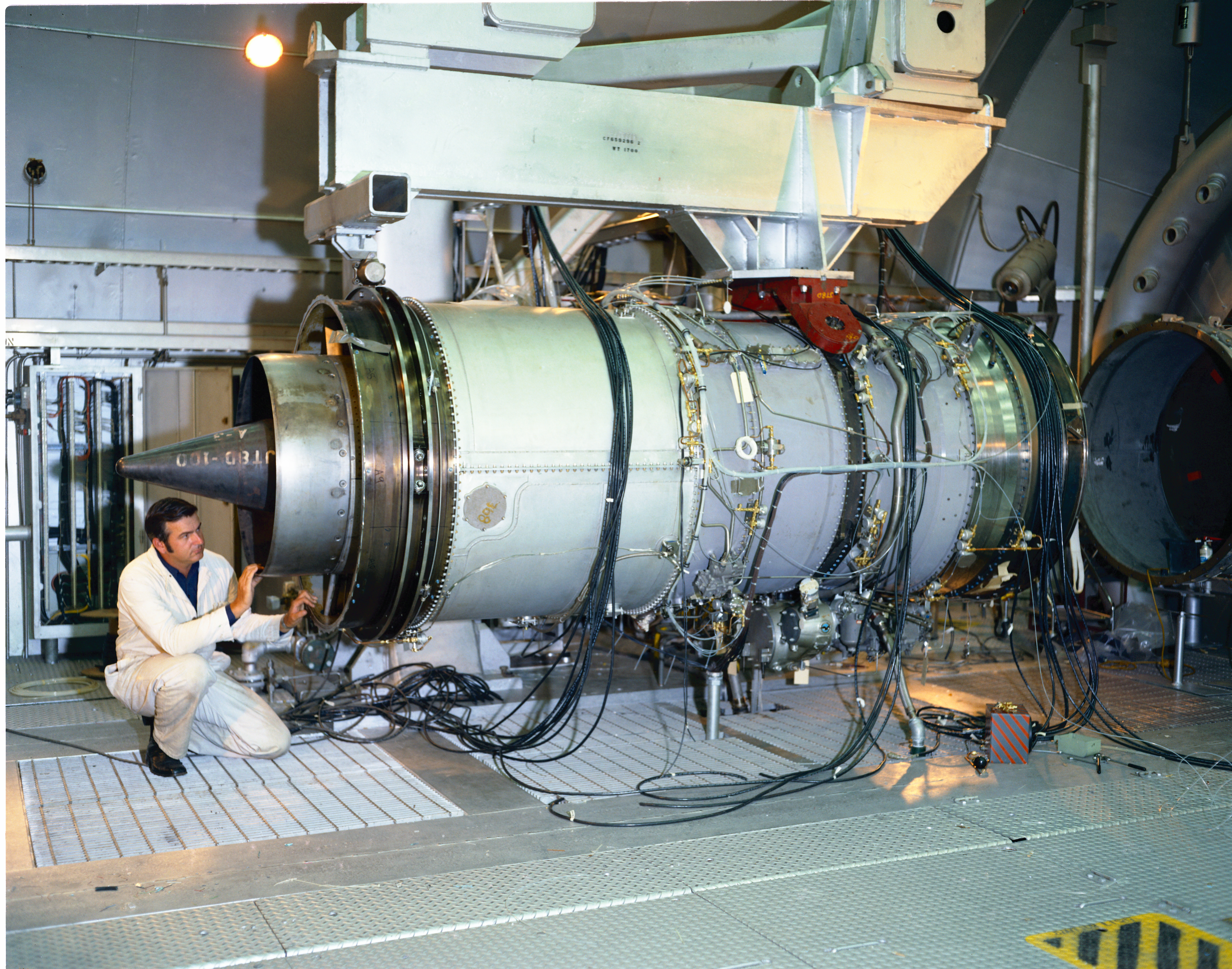
Випробування прототипу JT8D-200 в дослідницькому центрі Гленна в 1974 році

У відповідь на екологічні проблеми, що виникли в 1970-х роках, компанія почала розробку нової версії двигуна, серії JT8D-200. Розроблена, щоб бути тихішою, чистішою, ефективнішою, але потужнішою, ніж попередні моделі, електростанцію серії 200 було перероблено зі значно вищим коефіцієнтом перепуску (1,74 до 1), що охоплює 18 500–21 700 фунтів сили і (82 до 97 кН) діапазон тяги та потужності для серії McDonnell Douglas MD-80. Це збільшення було досягнуто шляхом збільшення діаметра байпасного вентилятора з 101 см до 125 см і зниження коефіцієнта тиску вентилятора (з 2,21 до 1,92). Загальний коефіцієнт тиску двигуна також було збільшено з 15,4 до 21,0. З моменту введення в експлуатацію в 1980 році було випущено більше 2900 двигунів серії-200.

## Варіанти

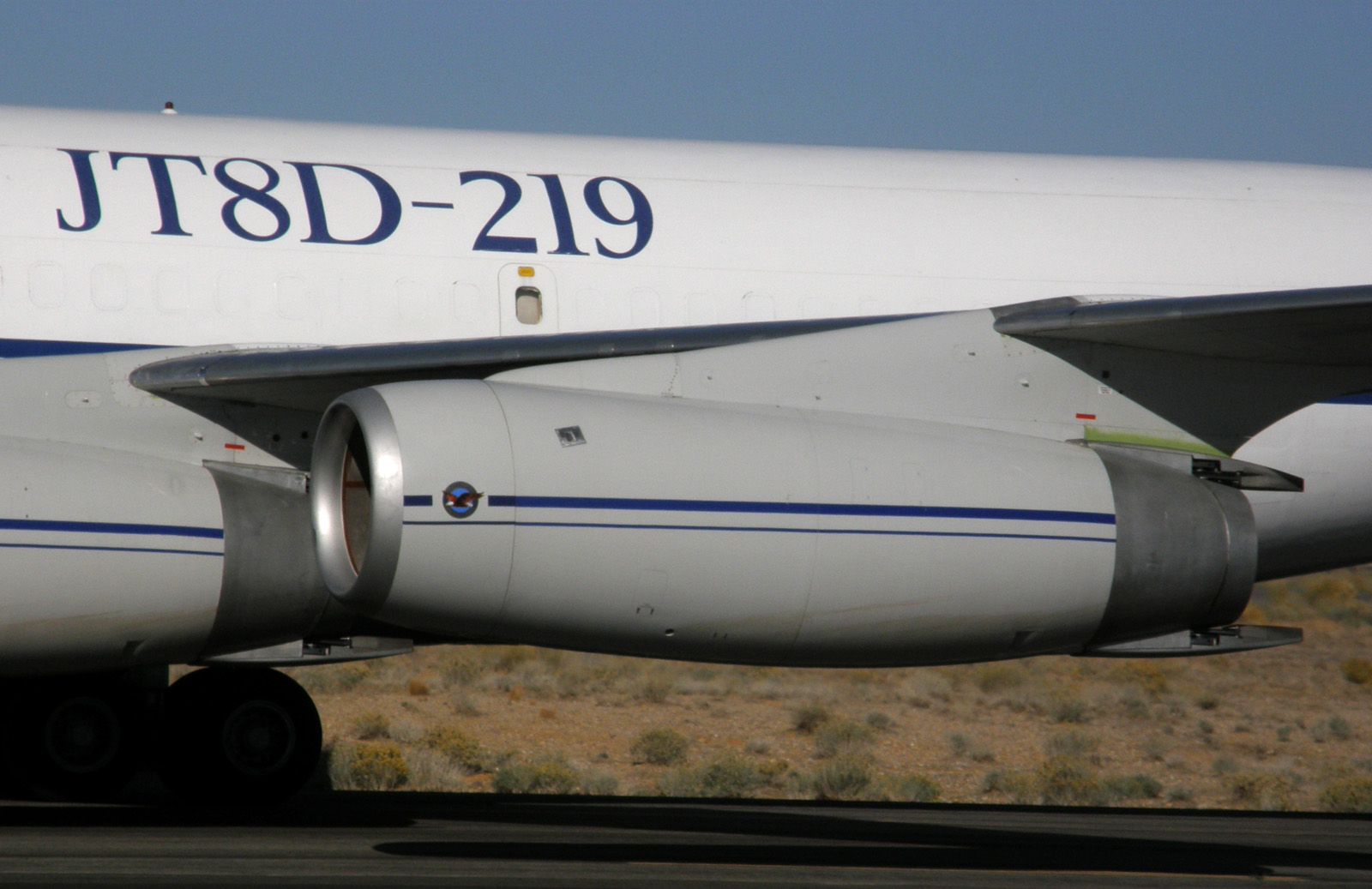
JT8D-219 на льотно-випробувальному літаку Omega Air Boeing 707RE в аеропорту Мохаве

| Серія                    | Початкові похідні варіанти J52         | Початкові похідні варіанти J52  | Початкові похідні варіанти J52  | Початкові похідні варіанти J52         | Оновлена серія -200             | Оновлена серія -200             | Оновлена серія -200             |
| Модель                   | -1(A/B)/7(A/B) /9(A)/11                | -5                              | -15(A)                          | -17(A/R/AR)                            | -209                            | -217 (A/C)                      | -219                            |
| ------------------------ | -------------------------------------- | ------------------------------- | ------------------------------- | -------------------------------------- | ------------------------------- | ------------------------------- | ------------------------------- |
| Атестація                | 1 лютого 1963 р                        | 1 лютого 1963 р                 | 7 квітня 1971 р                 | 1 лютого 1974 р                        | 22 червня 1979 р                | 31 жовтня 1980 р                | 22 лютого 1985 р                |
| Компресор                | осьовий 13-ступінчастий                | осьовий 13-ступінчастий         | осьовий 13-ступінчастий         | осьовий 13-ступінчастий                | осьовий 14-ступінчастий         | осьовий 14-ступінчастий         | осьовий 14-ступінчастий         |
| Камери згоряння, турбіна | 9 банок-кільцева, 4-ступінчаста        | 9 банок-кільцева, 4-ступінчаста | 9 банок-кільцева, 4-ступінчаста | 9 банок-кільцева, 4-ступінчаста        | 9 банок-кільцева, 4-ступінчаста | 9 банок-кільцева, 4-ступінчаста | 9 банок-кільцева, 4-ступінчаста |
| Максимальна тяга         | 14,000—15,000 фунтс 0,06228—0,06672 кН | 12,250 фунтс 0,05449 кН         | 15,550 фунтс 0,06917 кН         | 17,000—17,400 фунтс 0,07562—0,07740 кН | 18,900 фунтс 0,08407 кН         | 20,000 фунтс 0,08896 кН         | 21,000 фунтс 0,09341 кН         |
| Довжина                  | 123,56 дюйм (3 138 мм)                 | 123,56 дюйм (3 138 мм)          | 123,56 дюйм (3 138 мм)          | 123,56 дюйм (3 138 мм)                 | 154,20 дюйм (3 917 мм)          | 154,20 дюйм (3 917 мм)          | 154,20 дюйм (3 917 мм)          |
| Ширина                   | 40,0 дюйм (1 020 мм)                   | 40,0 дюйм (1 020 мм)            | 40,0 дюйм (1 020 мм)            | 40,0 дюйм (1 020 мм)                   | 49,2 дюйм (1 250 мм)            | 49,2 дюйм (1 250 мм)            | 49,2 дюйм (1 250 мм)            |
| Суха вага                | 3 205—3 402 фунт 1 454—1 543 кг        | 3 205 фунт 1 454 кг             | 3 414—3 474 фунт 1 549—1 576 кг | 3 430—3 500 фунт 1 560—1 590 кг        | 4,588 фунт 2,081 кг             | 4,623—4,684 фунт 2,097—2,125 кг | 4,684 фунт 2,125 кг             |
| LP об/хв                 | 8600                                   | 8500                            | 8800                            | 8800-8900                              | 7850                            | 7770-8080                       | 8,120                           |
| HP об/хв                 | 12 250                                 | 12 100                          | 12 250                          | 12 250-12 280                          | 12 150                          | 12,285-12,350                   | 12350                           |

## Виробництво
Було випущено понад 14 000 двигунів JT8D, які напрацювали понад півмільярда годин, з більш ніж 350 операторами, що робить його найпопулярнішим з усіх турбовентиляторних двигунів з низьким байпасом, коли-небудь вироблених. Регулярне виробництво припинилося в 1985 році, але деякі замінні двигуни були виготовлені для військових літаків у 2011 році. Основні авіакомпанії використовували JT8D до 2020 року, коли авіакомпанія Delta Airlines достроково припинила свій парк MD-88 через пандемію COVID-19.

## Застосування
- Aerion SBJ – запропонований, не побудований
- Boeing 707RE
- Boeing 727 - оновлені двигуни Super 27 мають JT8D-200
- Боїнг 737 -100 і -200
- Dassault Mercure
- Кавасакі С-1
- McDonnell Douglas DC-9
- Серія McDonnell Douglas MD-80 - лише JT8D-200s
- McDonnell Douglas YC-15
- Northrop Grumman E-8C Joint STARS – лише один тестовий стенд
- Sud Aviation Caravelle 10B, 10R, 11R і 12
- Мобільні генератори Pratt & Whitney FT8 MobilePac і SwiftPac[10].

Встановлено
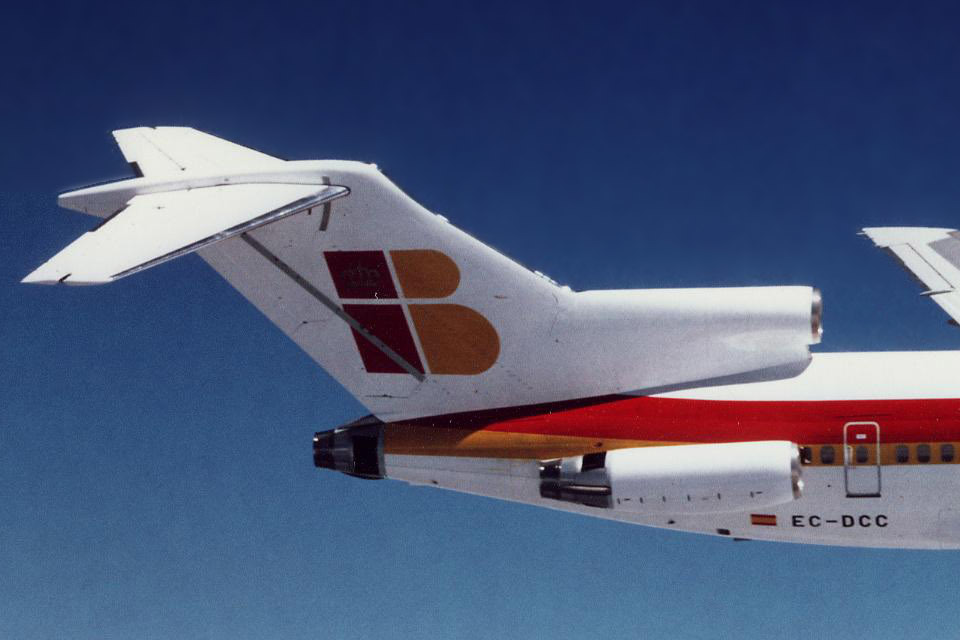
Боїнг 727
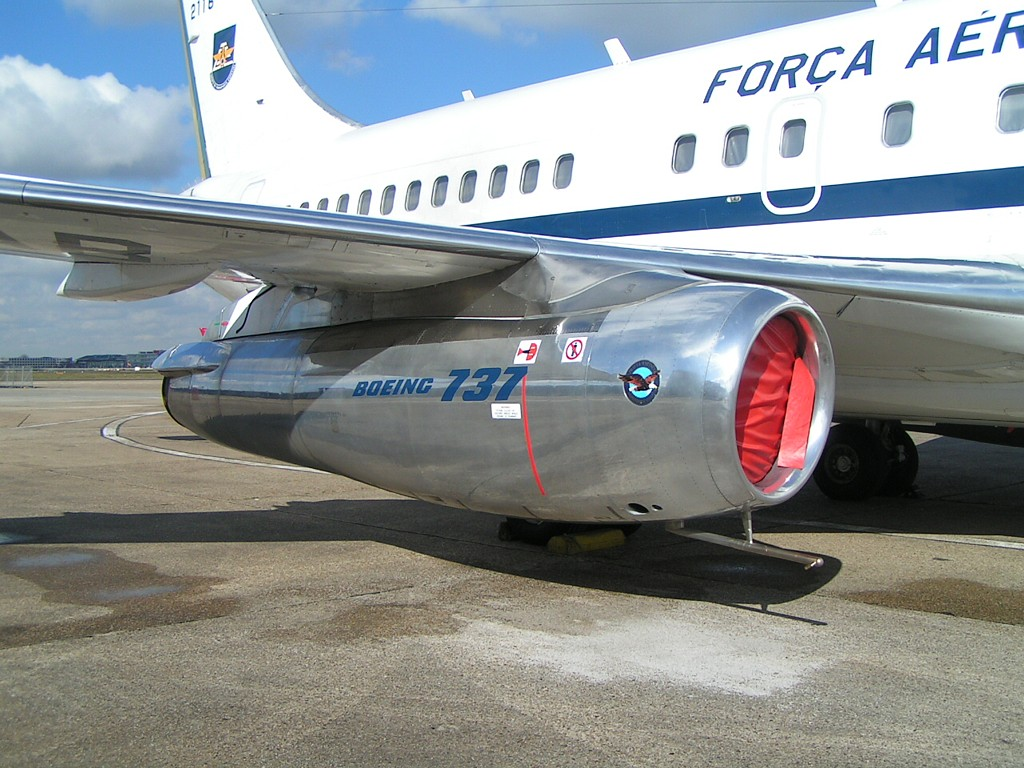
Боїнг 737
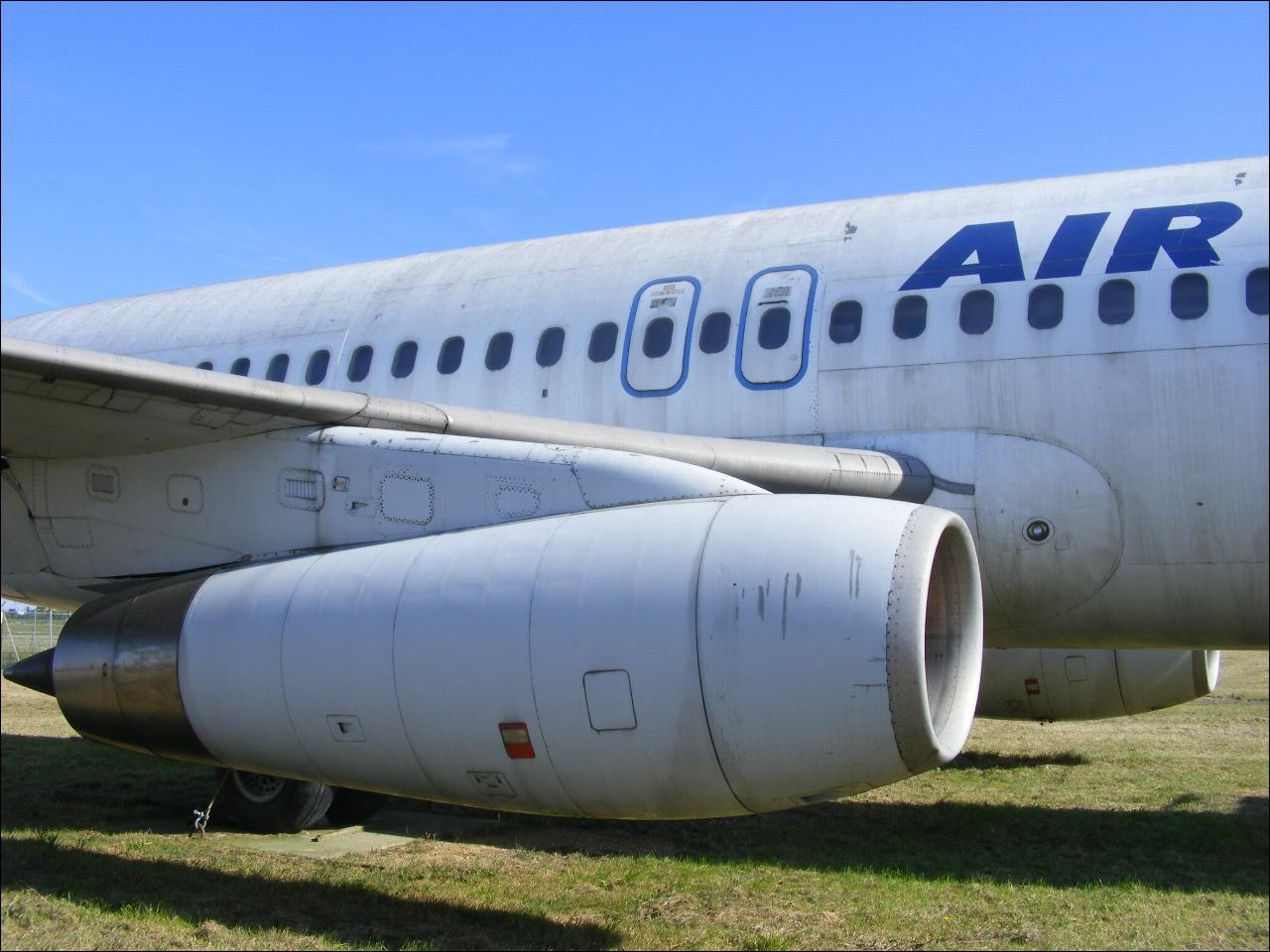
Dassault Mercure
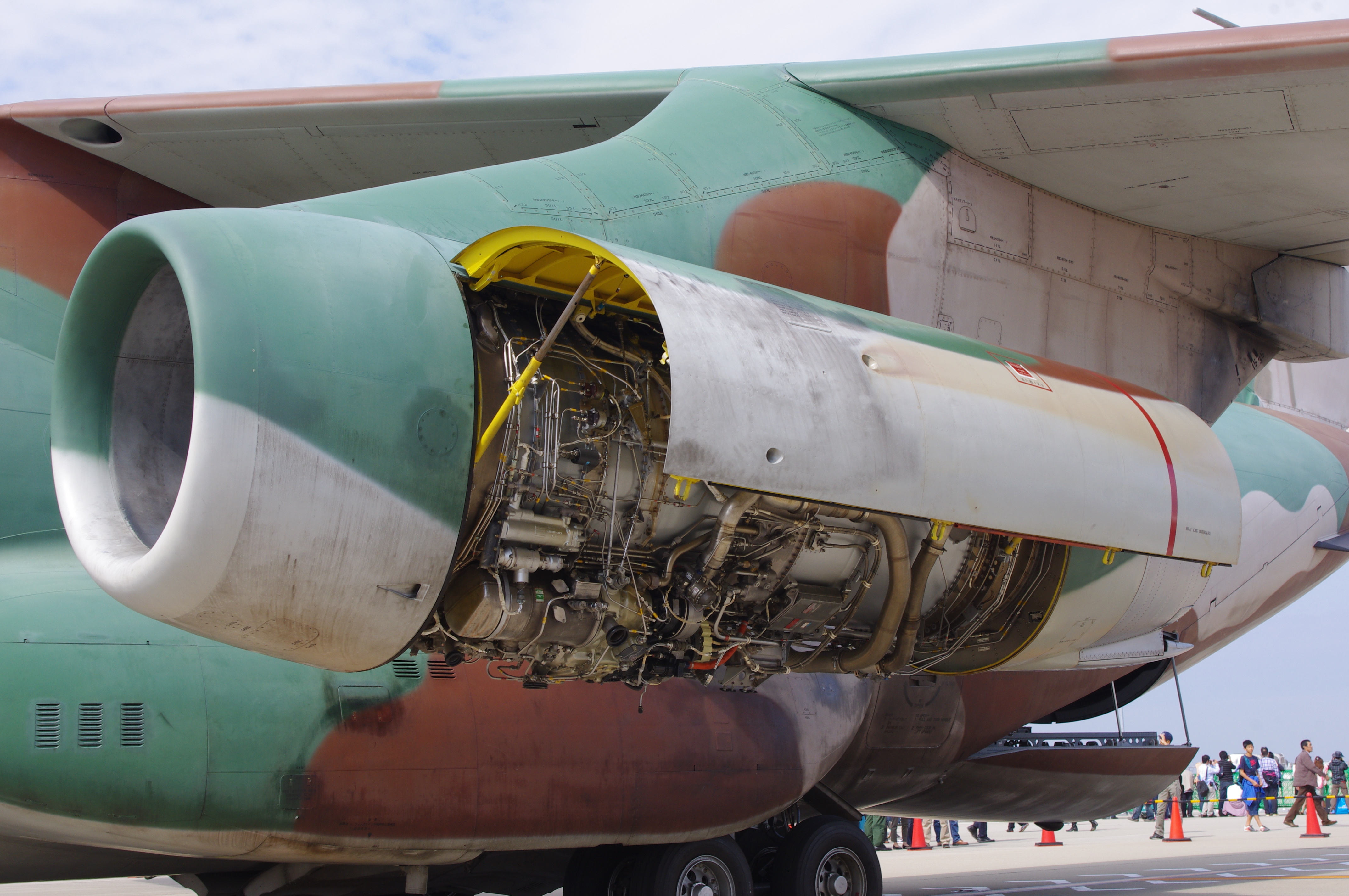
Кавасакі С-1
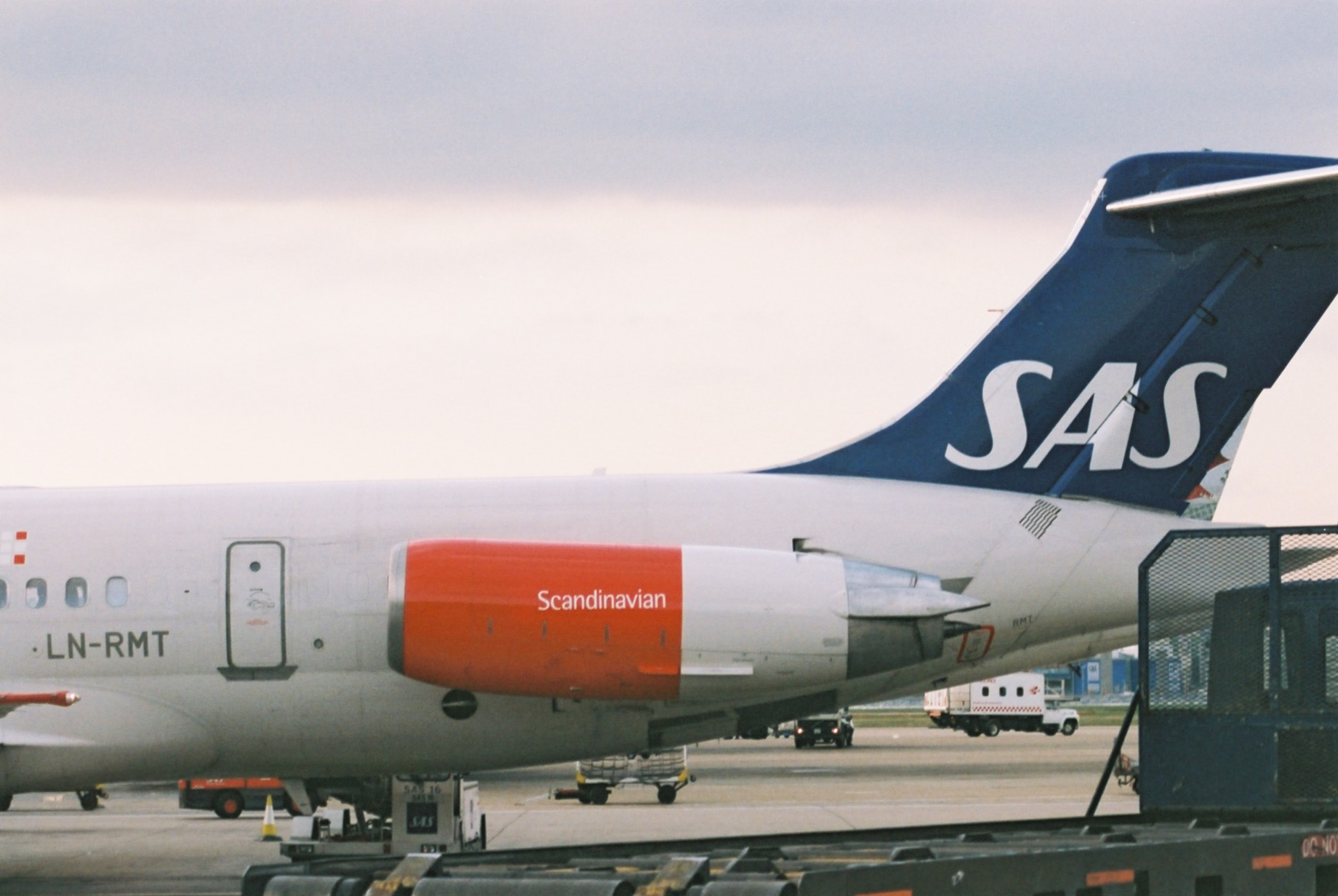
McDonnell Douglas MD-80
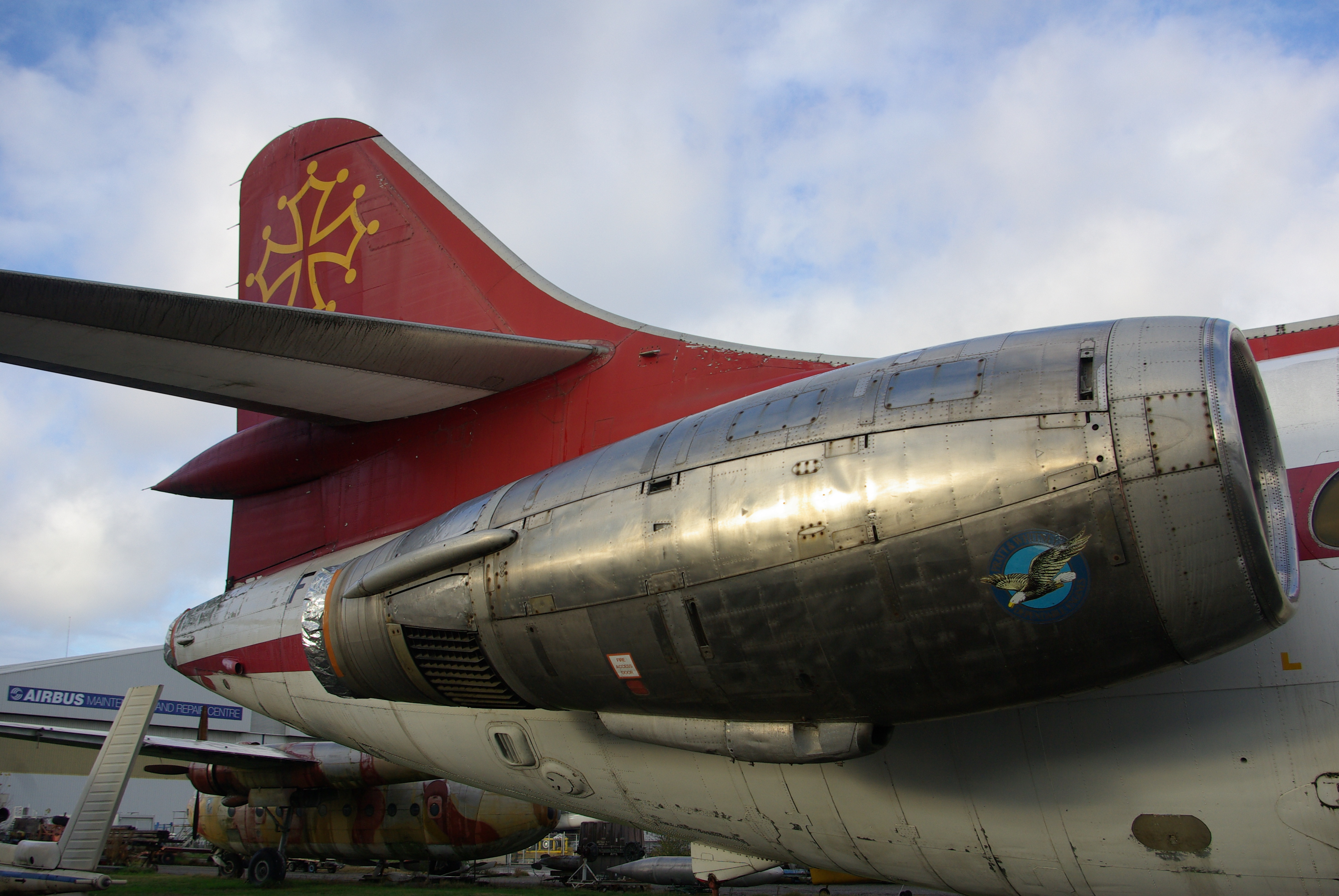
Sud Aviation Caravelle